# 김영선 (1918년)
김영선(金永善, 일본식 이름: 金山永善,  1918년 4월 25일~1987년 2월 17일)은 일제강점기의 관료이며 대한민국의 제2·3·5대 민의원의원을 역임한 정치인이다. 충청남도 보령 출생이다.
경성제대 법문학부를 나왔고 일본 고등문관시험 행정과에 합격하여 진도군수를 지냈다. 광복 후 국토통일원 장관, 주일본 대사, 대한상공회의소 전문위원 등을 지냈다. 국회의원으로 활동하면서도 사상계에 가입하여 동인으로 활동하기도 했다.
제2공화국 출범 이후 1960년 8월 23일 재무부장관에 임명되었다. 그해 8월 장준하를 찾아 국토건설사업을 맡아줄 것을 강력하게 요청하였다. 장준하는 처음에 거절하였으나 그의 거듭된 요청과, 유창순, 태완선 등의 부탁을 받고 국토건설사업에 뛰어들게 되었다. 1960년 10월부터 경제계획의 초안을 짜서 1961년 4월에 완성시키기도 했다.
장면 내각의 2인자라는 평가를 받기도 했으나 1961년 5·16 군사 정변으로 실각했다. 민족문제연구소에서 발표한 친일인명사전 수록예정자 명단에서 관료 분야에 수록되었다.
이후 1979년 5월부터 1980년 9월까지 제10대 대한상공회의소 회장을 지냈다.

## 역대 선거 결과
|  | 15.87% |

|  | 51.12% |

|  | 38.33% |

|  | 67.43% |

## 같이 보기
- 장면
- 장준하
- 사상계
- 태완선
- 국토건설단